# Eriogaster
Eriogaster là một chi bướm đêm trong họ Lasiocampidae. Chi này có các loài sau:
- Eriogaster catax
- Eriogaster nippei
- Eriogaster czipkai
- Eriogaster pfeifferi
- Eriogaster daralagesia
- Eriogaster reshoefti
- Eriogaster rimicola
- Eriogaster lanestris
- Eriogaster arbusculae
- Eriogaster neogena
- Eriogaster henkei
- Eriogaster acanthophylli

## Hình ảnh

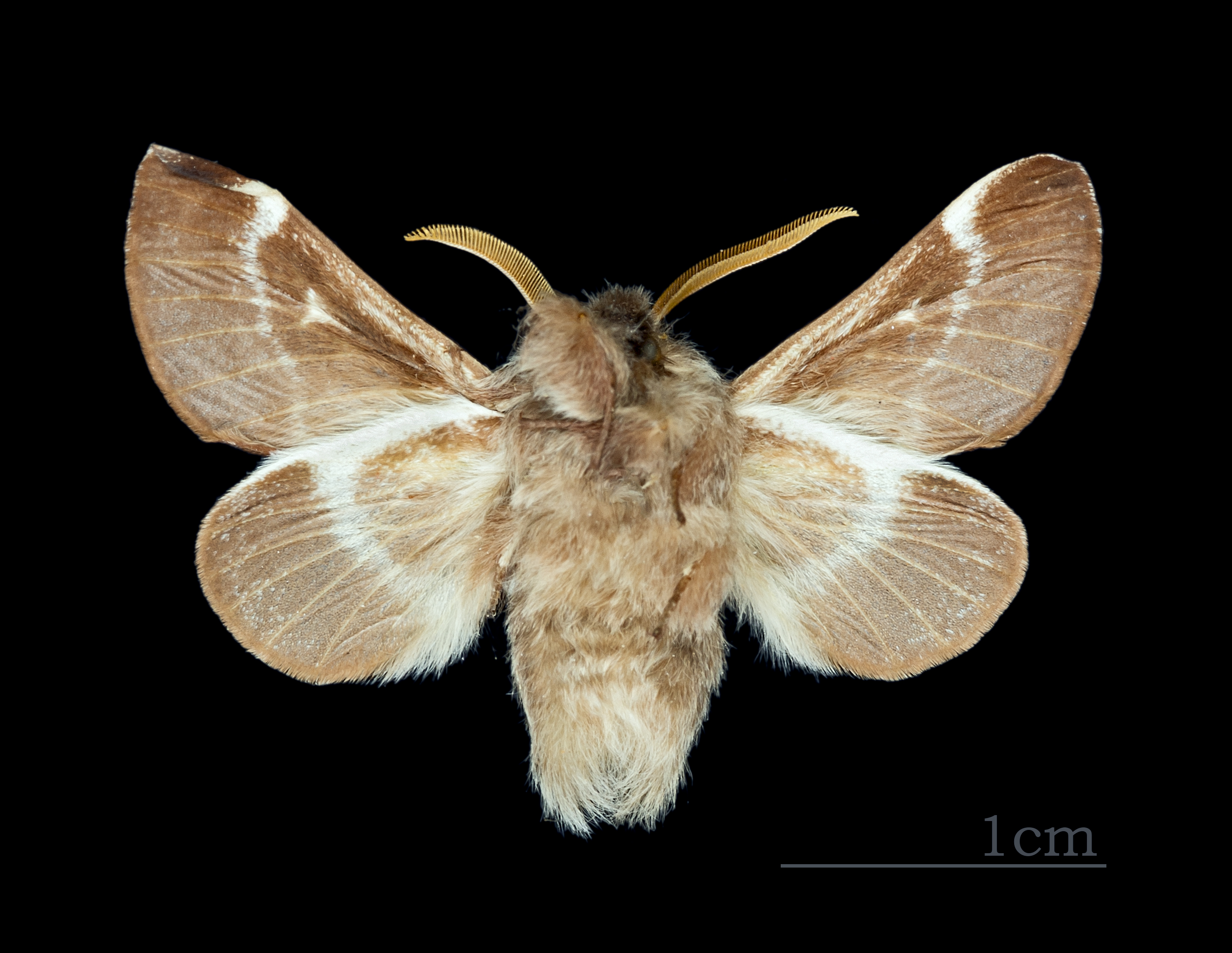